# Rio Pântano
O rio Pântano é um curso de água  que banha o estado de Mato Grosso do Sul, Brasil.